# Ophiorrhiziphyllon
Ophiorrhiziphyllon es un género de plantas con flores perteneciente a la familia Acanthaceae. El género tiene cuatro especies de hierbas.

## Especies deOphiorrhiziphyllon
- Ophiorrhiziphyllon hypoleucum
- Ophiorrhiziphyllon laxum
- Ophiorrhiziphyllon macrobotryum
- Ophiorrhiziphyllon poilanei
- Lista de especies